# Уорнер, Джон Уильям
Джон Уильям Уорнер (англ. John William Warner; 18 февраля 1927 — 25 мая 2021) — американский политик, член Республиканской партии, был сенатором США от штата Виргиния в 1979—2009 годах.

## Биография
В 1945 году, поступил в Военно-морские силы США и служил до 1946 года. В 1949 году окончил Университет Вашингтона и Ли.
После начала Корейской войны, поступил в Корпус морской пехоты США и служил до конца войны. После войны, окончил юридический факультет Университета Виргинии.
В 1969 году Президент Ричард Никсон назначил его заместителем Секретаря Департамента Военно-морских Сил США, Джона Чейфи, а в 1972 году Уорнер стал Секретарём после отставки Чейфи. В том же году он женился на известной актрисе Элизабет Тейлор. Они развелись в 1982 году.
Был избран в 1978 году в Сенат США и переизбирался в 1984, 1990, 1996 и 2002 годах. Уорнер не принял участия в выборах 2008 года, его преемником стал демократ Марк Уорнер (оба Уорнера не являются родственниками). На пенсии с января 2009 года.
После ухода из Сената его именем была названа строящаяся подводная лодка.